# Simulium meridionale
Simulium meridionale es una especie de insecto del género Simulium, familia Simuliidae, orden Diptera.
Fue descrita científicamente por Riley, 1887.